# 唐暉
唐暉（1583年—？年），字文季，號中楫，直隸徽州府歙縣人，軍籍，晚明政治人物。

## 生平
癸卯應天府鄉試第六十三名舉人，萬曆三十八年（1610年）庚戌科會試五十二名，第三甲第十三名進士。禮部觀政，授湖廣武昌府推官，四十年本省同考，本年丁內艱，次年接丁外艱，四十三年復除河南開封府推官，四十六年本省同考。累陞吏部郎中。天啟五年（1625年），因四川道御史王時英參劾其「貪婪不簡、倚仗門戶」，削籍為民。崇禎時，官至湖廣巡撫。

## 家族
曾祖唐億，祖唐世經，父唐汝棟，贈文林郎開封府推官；母方氏（贈孺人）。永感下。兄唐曦；唐旭，弟唐昕（邑增生）。